# Brion (Indre)
Brion és un municipi francès, situat al departament de l'Indre i a la regió de Centre – Vall del Loira. L'any 2007 tenia 487 habitants.

## Demografia

### Població
El 2007 la població de fet de Brion era de 487 persones. Hi havia 202 famílies, de les quals 60 eren unipersonals (20 homes vivint sols i 40 dones vivint soles), 47 parelles sense fills, 79 parelles amb fills i 16 famílies monoparentals amb fills.
La població ha evolucionat segons el següent gràfic:
Habitants censats

### Habitatges
El 2007 hi havia 242 habitatges, 208 eren l'habitatge principal de la família, 12 eren segones residències i 22 estaven desocupats. 234 eren cases i 7 eren apartaments. Dels 208 habitatges principals, 169 estaven ocupats pels seus propietaris, 34 estaven llogats i ocupats pels llogaters i 6 estaven cedits a títol gratuït; 3 tenien una cambra, 8 en tenien dues, 41 en tenien tres, 76 en tenien quatre i 81 en tenien cinc o més. 141 habitatges disposaven pel capbaix d'una plaça de pàrquing. A 77 habitatges hi havia un automòbil i a 105 n'hi havia dos o més.

### Piràmide de població
La piràmide de població per edats i sexe el 2009 era:
| Homes | Edats   | Dones |
| ----- | ------- | ----- |
| 0     | 95 o +  | 0     |
| 8     | 90 a 94 | 4     |
| 4     | 85 a 89 | 4     |
| 4     | 80 a 84 | 0     |
| 0     | 75 a 79 | 16    |
| 4     | 70 a 74 | 0     |
| 24    | 65 a 69 | 20    |
| 8     | 60 a 64 | 20    |
| 4     | 55 a 59 | 12    |
| 12    | 50 a 54 | 24    |
| 16    | 45 a 49 | 4     |
| 12    | 40 a 44 | 8     |
| 24    | 35 a 39 | 12    |
| 20    | 30 a 34 | 24    |
| 8     | 25 a 29 | 20    |
| 4     | 20 a 24 | 4     |
| 0     | 15 a 19 | 12    |
| 20    | 10 a 14 | 20    |
| 24    | 5 a 9   | 20    |
| 16    | 0 a 4   | 8     |

## Economia
El 2007 la població en edat de treballar era de 315 persones, 240 eren actives i 75 eren inactives. De les 240 persones actives 227 estaven ocupades (128 homes i 99 dones) i 13 estaven aturades (6 homes i 7 dones). De les 75 persones inactives 27 estaven jubilades, 27 estaven estudiant i 21 estaven classificades com a «altres inactius».

### Ingressos
El 2009 a Brion hi havia 218 unitats fiscals que integraven 497 persones, la mediana anual d'ingressos fiscals per persona era de 16.426 €.

### Activitats econòmiques
Dels 17 establiments que hi havia el 2007, 1 era d'una empresa alimentària, 3 d'empreses de construcció, 3 d'empreses de comerç i reparació d'automòbils, 2 d'empreses d'hostatgeria i restauració, 2 d'empreses immobiliàries, 4 d'empreses de serveis, 1 d'una entitat de l'administració pública i 1 d'una empresa classificada com a «altres activitats de serveis».
Dels 4 establiments de servei als particulars que hi havia el 2009, 1 era un taller de reparació d'automòbils i de material agrícola, 1 paleta, 1 guixaire pintor i 1 restaurant.
L'únic establiment comercial que hi havia el 2009 era una fleca.
L'any 2000 a Brion hi havia 29 explotacions agrícoles que ocupaven un total de 3.610 hectàrees.

## Equipaments sanitaris i escolars
El 2009 hi havia una escola elemental integrada dins d'un grup escolar amb les comunes properes formant una escola dispersa.

## Poblacions més properes
El següent diagrama mostra les poblacions més properes.